# 米夏埃尔·利珀特
米夏埃尔·汉斯·利珀特（Michael Hans Lippert，1897年4月24日—1969年9月1日）是納粹德國武装党卫队的一名中层指挥官。他曾担任数座集中营的长官，之后担任弗拉芒军团和親衛隊第10師的指挥官。1934年7月1日，在长刀之夜期间，他和特奥多尔·艾克一起枪杀了冲锋队领袖恩斯特·罗姆。1957年，他因参与杀害罗姆而被一西德法庭判处18个月监禁。